# Yastıqobu
Yastıqobu è un comune dell'Azerbaigian situato nel distretto di Sabirabad. Conta una popolazione di 230 abitanti.